# Christodul J. Suliotis
Christodul J. Suliotis (n. 3 martie 1854, Brăila – d. 14 octombrie 1908, Brăila) a fost un publicist, politician și avocat român. A făcut studiile de drept la Paris și la Bruxelles, obținând doctoratul în drept la Geneva, respectiv doctoratul în litere la Berlin. A îndeplinit funcția de procuror la Brăila (1873 - 1874) și apoi cea de prim-procuror la Galați, până în anul 1879, când demisionează. În 1881 scoate cotidianul Curierul român (din care au apărut 99 de numere, de la 20 august/1 septembrie până la 18/30 decembrie 1881), având colaborări diverse la "Convorbiri literare", "Revista Literară", "Journal du droit international".
A fost lider de Bărila al grupării conservatorilor democrați, pe listele căruia a fost ales de două ori deputat, fiind în două rânduri și primar al Brăilei. A scos și ziarul "Conservatorul democrat".

## Opera (listă selectivă)
- Les droits des enfants nés hors mariage (teză de doctorat; Geneva, 1879);
- Elemente de drept administrativ, București, 1881;
- Elemente de drept constituțional, București, 1881;
- Elemente de drept natural, București, 1883.